# Oïl nyelvek

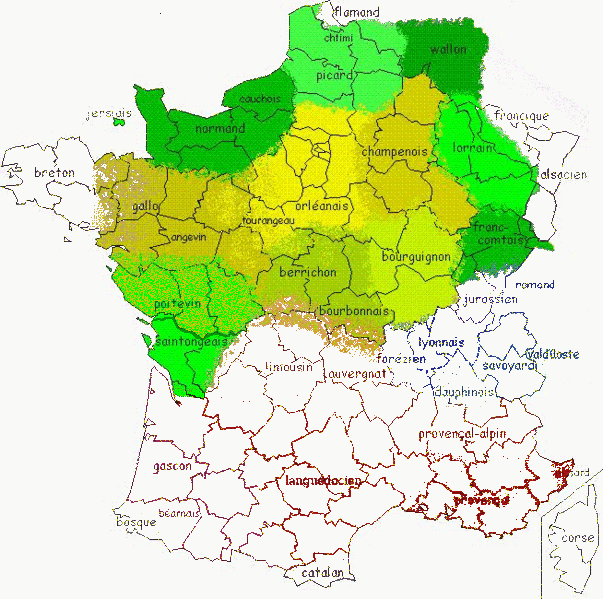
Az oïl nyelvek földrajzi eloszlása, a francia nyelven kívül (zöld és sárga színárnyalatokkal). Megjelennek olyan dialektusok is, amelyeknek nincs regionális nyelvi státuszuk. A kék kontúrral határolt területek a frankoprovanszál dialektusokéi, a barna kontúrosok az okcitán nyelvéi, a fekete kontúrosok pedig más nyelvekéi.

Az oïl nyelvek az újlatin nyelvek családjához tartozó nyelvek csoportja, amelyeket Franciaország északi felében beszélik, valamint ezzel határos belgiumi, luxemburgi és svájci régiókban.

## Csoportosításuk és státuszuk
Egyes források szerint az oïl nyelvek a következőképpen helyezkednek el az újlatin nyelvek családfájában:
- újlatin nyelvek
  - itáliai–nyugati újlatin nyelvek
    - nyugati újlatin nyelvek
      - galloibériai nyelvek
        - galloromán nyelvek
          - gallorétoromán nyelvek
            - oïl nyelvek

Más szerzők
szerint ez a családfa-ág a következőképpen néz ki:
- újlatin nyelvek
  - itáliai–nyugati újlatin nyelvek
    - nyugati újlatin nyelvek
      - galloromán nyelvek
        - francia és dialektusai (vallon, pikárd stb.)

Az Ethnologue a következőképpen osztja fel az oïl nyelveket:
- francia alcsoport, a következő nyelvekkel:
  - francia nyelv
  - akádiai francia nyelv
  - pikárd nyelv
  - vallon nyelv
  - cárfátít vagy judeo-francia nyelv
- déli alcsoport:
  - frankoprovanszál nyelv

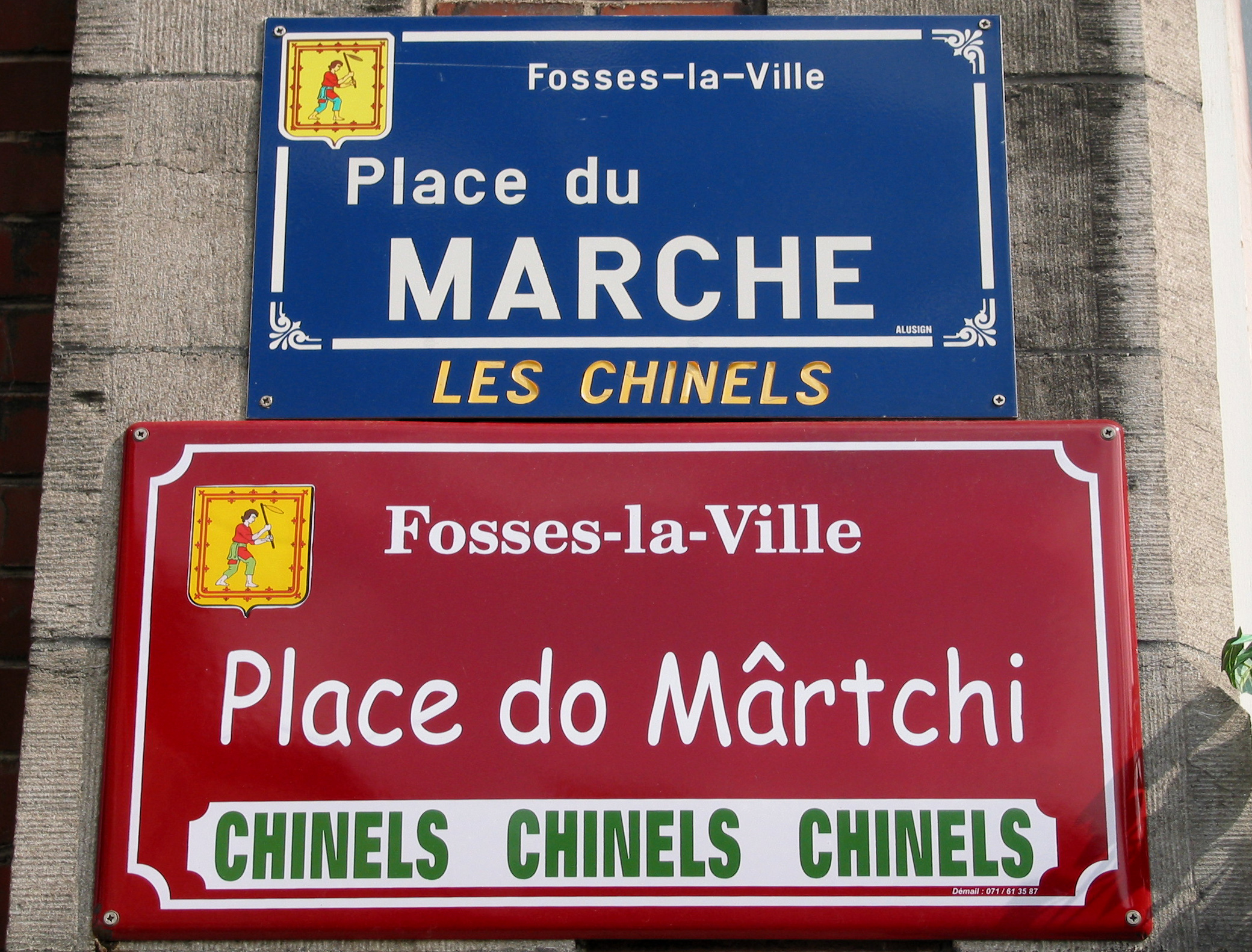
Kétnyelvű (francia és vallon) térnév-táblák a belgiumi Fosses-la-Ville városban

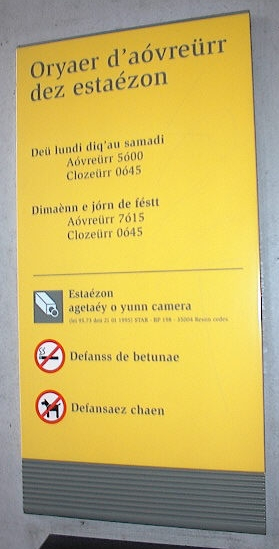
Gallo nyelvű tájékoztatás Bretagne-ban, a rennes-i metróban)

A hivatalos francia nyelvi politika koncepciójában ehhez az alcsoporthoz a következő, immár regionális nyelvi státusszal bíró nyelvek tartoznak:
- franc-comtois (Franche-Comté régióban)
- vallon (a belgiumi Vallóniával határos régióban)
- champenois (Champagne történelmi tartományban-ban)
- pikárd (Pikárdiában)
- normand (Normandiában)
- gallo (Bretagne keleti részében)
- poitevin-saintongeais (poitevin Poitouban és saintongeais a Saintonge történelmi tartományban, mindkettő a mai Poitou-Charentes régióban)
- lotaringiai (Lotaringiában)
- bourguignon-morvandiau (Burgundiában, ahol a morvandiau e nyelv a Morvan dombvidéken beszélt változata)

E koncepció szerint a frankoprovanszál is a regionális nyelvek egyike, de nem tartozik az oïl nyelvek közé.
Az oïl nyelvek közé sorolja a történeti nyelvészet az anglonormand nyelvet is, amelyet Angliában beszéltek és írtak a középkorban, miután ezt az országot elfoglalták Hódító Vilmos seregei.

## Történeti áttekintés
Az „oïl nyelv” terminus legrégebbi fennmaradt előfordulása Dante Alighieri De vulgari eloquentia 1303 és 1305 között írott művében található. Ez alatt ő az ófrancia irodalmi nyelvet értette, amellyel két más hozzá közel álló irodalmi nyelvvel együtt foglalkozott, az „igen” szó megfelelőivel különböztetve meg őket: oïl az ófranciában (amelyből oui lett a maiban), oc az okcitán nyelvben és si az olasz nyelvben. A korai újlatin nyelvekkel foglalkozó nyelvészek is ezt a terminus használták egyes számban az ófranciára, és a mai oïl nyelveket ennek dialektusaiként tekintették. A mai történeti nyelvészetben folytatják a dialektus elnevezést e nyelvek középkori szakaszára.
Az első a francia irodalomhoz tartozónak tekintett szövegeket különböző oïl dialektusokban írták. A Cantilène de Sainte Eulalie (Szent Eulália szekvenciája) (9. sz.), melyet az első francia irodalmi szövegnek tekintenek, pikárd elemeket is tartalmazó vallon dialektusban íródott, akárcsak a La Vie de Saint Léger (Szent Leodegár élete) (10. sz.). A Le Sermon sur Jonas (Prédikáció Jónásról) (10. sz.) vallon írás, a Roland-ének legrégibb fennmaradt változata (12. sz.) pedig anglonormand.
Párizs régiójában (Île-de-France) a középkorban egy françois-nak nevezett oïl dialektust beszéltek. A francia nyelv az oïl dialektusok közös elemeiből jött létre, és fokozatosan terjedt el a mai Franciaország egész területén a françois tekintélyének köszönhetően, mivel ez volt a királyok nyelve is. E folyamat velejárója az volt, hogy a többi oïl dialektust elfojtották és lenézték. A róluk kialakult nézet csak a 20. század felétől kezdve indult változásnak, minek következtében elérték a mai státuszukat.